# Telururo de potasio
El telururo de potasio es un compuesto químico inorgánico, del grupo de las sales, que está constituido por aniones de teluro {\displaystyle {\ce {Te^2-}}} y cationes de potasio (1+) {\displaystyle {\ce {K+}}}, cuya fórmula química es {\displaystyle {\ce {K2Te}}}.

## Propiedades
El telururo de potasio cristaliza en el sistema cúbico, grupo espacial Fm3m, tiene una densidad de 2,45 g/cm³ y que su índice de refracción es de 1,86.

## Preparación
Se puede preparar a partir de telurio y potasio en disolución de amoníaco líquido según la reacción:
{\displaystyle {\ce {2K + Te ->[NH_3] Na2Te}}}